# Cercotrichas hartlaubi
Cercotrichas hartlaubi là một loài chim trong họ Muscicapidae.